# Rolls-Royce Phantom VI
Pour les articles homonymes, voir Rolls-Royce Phantom.
La Rolls-Royce Phantom VI est un modèle d'automobile ultra-exclusive de la marque Rolls-Royce commercialisé de 1968 à 1991.

## Historique
Fondée sur le châssis de la Rolls-Royce Phantom V, la Phantom VI bénéficia d'une carrosserie restylée et d'un moteur plus puissant de la Rolls-Royce Silver Shadow. La plupart des automobiles produites furent carrossées en limousines par Mulliner Park Ward à Londres, bien que quelques landaulets (en) furent produits. Au moins deux cabriolets furent fabriqués, un en modèle deux portes et une autre en quatre portes, tous créés par Frua en Italie.
La Phantom VI est dès sa sortie le dernier modèle produit par Rolls Royce à reposer sur un châssis séparé. Elle comporte des ressorts hélicoïdaux à l'avant et ressorts à lames à l'arrière. Les freins sont à tambours sur les quatre roues. La voiture est alimentée par un V8 à double carburateur SU de 6 230 cm3 à 90 degrés avec un alésage de 104 mm et course de 91,5 mm, couplé à une boîte de vitesses automatique de 4 vitesses. En 1979, la version de base est améliorée, la cylindrée est augmentée à 6750 cm3, une boîte à 3 vitesses automatique avec convertisseur de couple est remplacée , et une climatisation séparée entre l'avant et l'arrière est fournie. Le moteur de cette version améliorée de 6 750 cm3 équipe la Rolls-Royce Silver Spirit de 1982.
Un total de 374 exemplaires est fabriqué. Un projet de Phantom VII sur le châssis de la Silver Shadow est à l'étude dans les années 1970 mais le projet est abandonné sans qu'aucun prototype ne soit construit.

## Phantom VI de la reine Élisabeth II

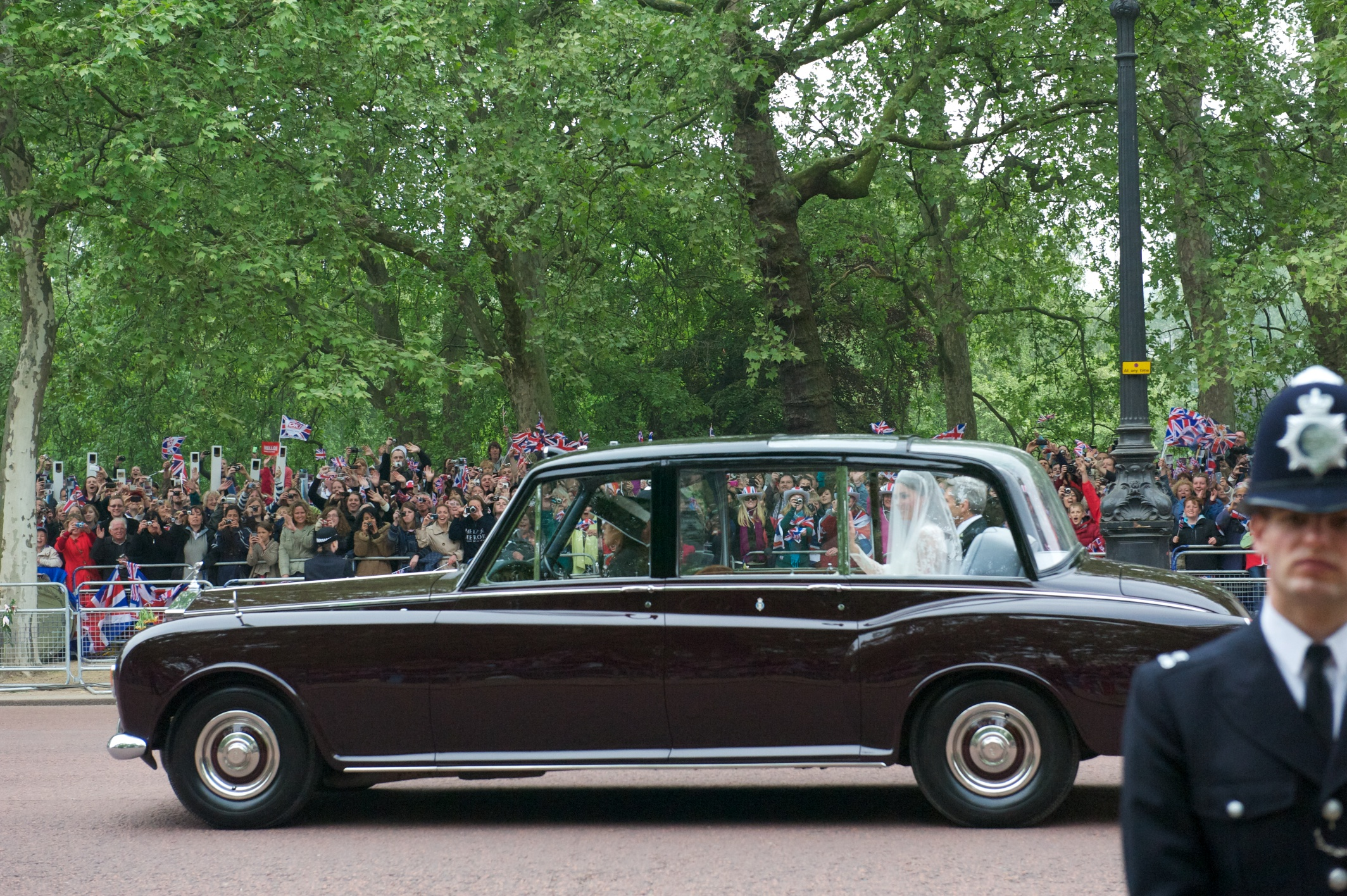
La Silver Jubilee Car au mariage du prince William.

La Rolls Royce Phantom VI fait partie de la flotte de la reine Élisabeth II. Elle en possède deux, aménagées sur mesure. La première, intitulée The Silver Jubilee Car et créée à l'occasion de son jubilé pour célébrer les 25 ans de son accession au trône en 1977, et une deuxième plus conventionnelle en 1986. Ces Phantom VI, qui pour l'occasion se parent d'une mascotte de saint Georges, le Dragon, en lieu et place du célèbre Spirit of Ecstasy. The Silver Jubilee Car tenaient le rôle de voiture officielle jusqu'à l'introduction en 2002 des Bentley State Limousine.
Le soir du 9 décembre 2010, la voiture est attaquée à Londres par un groupe d'étudiants en colère alors qu'il y a à l'intérieur le prince de Galles et la duchesse de Cornouailles. Le couple n'est pas blessé mais la voiture est badigeonnée de peinture et une des vitres de côté est cassée. La voiture est ensuite utilisée pour le mariage de Catherine Middleton et du prince William, duc de Cambridge.

## Versions postérieures à 1991
Au moins une Phantom a été construite en 1995 pour le sultan de Brunei. Cette voiture a été nommée Rolls-Royce Phantom V. L'extérieur est très semblable à la Rolls-Royce Phantom V. Elle a le moteur de la Rolls-Royce Silver Spur.
Trois autres Phantom ont été construites entre 1995 et 1997, également pour le sultan de Brunei, nommées Rolls-Royce Cloudesque, parfois désignées comme Rolls-Royce Phantom VII. L'extérieur rappelle à la fois une Phantom V allongée et une Rolls-Royce Silver Seraph. Les phares ont été conçus dans le style de la Rolls-Royce Silver Cloud III, d'où le nom Cloudesque.